# 緑藻植物門
緑藻植物門 (りょくそうしょくぶつもん、 (学名：Chlorophyta) とは、緑色植物亜界を構成する2の大きな系統群のうちの1つである (もう1つはストレプト植物)。緑藻とよばれる藻類の多くを含み、よく知られたものとしては、クロレラやクラミドモナス、イカダモ、アオサ、マリモなどがある。
単細胞、群体、多細胞、多核嚢状などさまざまな体制の生物が含まれる。核分裂はふつう閉鎖型 (核膜が維持される)、細胞質分裂時にファイコプラスト (分裂面に平行な微小管群) が生じるものが比較的多い。鞭毛細胞や鞭毛装置は、細胞前後軸に対して回転対称であるものが多い。海から淡水域まで水域に広く分布し、また陸上や塩湖、雪などに生育する種もいる。他生物と共生するものもおり、地衣類の共生藻は多くの場合、緑藻植物である。
伝統的には、ほぼ全ての緑藻 (green algae) を Chlorophyta (和名では緑色植物門とよばれることもあった) に分類することが多かった。しかし現在では、一部の緑藻 (アオミドロ、ミカヅキモ、シャジクモ類など) は、他の緑藻よりも陸上植物に近縁であると考えられるようになったため、Chlorophyta からは除かれ、ストレプト植物へ移された。このように現在では Chlorophyta の範囲が変わり、和名では緑藻植物門とよばれることが多くなった。

## 特徴
体制は単細胞、群体、多細胞、多核嚢状など極めて多様である (下図1)。またアオサ藻綱と緑藻綱の中には、原形質連絡を伴う多細胞体を形成するものもいる。ただし、陸上植物に見られるような複雑な組織分化を伴う多細胞体をもつものはいない。
細胞外被は多様であり、細胞壁に囲まれるものが多いが、裸のものや有機質の鱗片に覆われるものもいる。細胞壁の組成も、セルロースを主とするものの他に、マンナンやキシランを主とするものや、糖タンパク質からなるものもいる。細胞膜上にセルロース合成酵素複合体をもつ場合、線状の形をとる。
栄養細胞が鞭毛をもつもの (例：クラミドモナス) もいるが、多くは生活環の一時期にのみ遊走子 (鞭毛をもつ胞子) や配偶子の形で鞭毛細胞を形成する。クロレラのように鞭毛細胞が見つかっていない例もある (ただしゲノム情報からはクロレラにも鞭毛細胞が存在することが示唆されている)。鞭毛細胞は、ふつう細胞前後軸に沿って回転対称であり、細胞頂端から対向する2本 (または4本) の等鞭毛をもつものが多い。また鞭毛の基部にある鞭毛装置は、ふつう回転対称の交叉型である。ただしこれらの特徴については、プラシノ藻と総称される緑藻の中に例外が多い。鞭毛細胞は、ふつう眼点をもつ。
核分裂はふつう閉鎖型 (核分裂中に核膜は維持される) である。中間紡錘体は核分裂終期にも残存するもの (アオサ藻綱など) と、終期には崩壊しているもの (緑藻綱など) がある。細胞質分裂は求心的な細胞膜の環状収縮によるものが多いが、遠心的な細胞板形成によるものもいる (緑藻綱サヤミドロ目など)。中間紡錘体が終期に崩壊するものでは、ファイコプラスト (phycoplast) とよばれる分裂面に平行な微小管群が生じる。
葉緑体の形や数、ピレノイドの有無やその構造は極めて多様である。光呼吸 (グリコール酸代謝) は、ミトコンドリア中のグリコール酸脱水素酵素による。銅/亜鉛型のスーパーオキシドディスムターゼをもたない。イソプレン合成経路として、色素体内の非メバロン酸経路 (MEP経路) のみをもつ。
緑藻植物の中には、同形配偶 (形態的に同一の配偶子の合体)、異形配偶 (大小の配偶子の合体) および卵生殖 (異形配偶の一型であり、大型で不動性の卵と小型の精子の合体) が知られる。生活環も多様であり、単相単世代型 (接合子のみが複相) や単複世代交代型 (単相の配偶体と複相の胞子体の間で世代交代を行う) が知られ、またミル (アオサ藻綱) のように複相単世代型とされるものもいる (ただし異論もある)。

## 生態
海から淡水まで水域に広く生育する。淡水止水域では、緑藻綱やトレボウクシア藻綱の種が植物プランクトンとしてよく見られる。また海では、マミエラ藻綱などのプラシノ藻が植物プランクトンとして多いことがある。また海でも淡水でもしばしば底生性の緑藻植物が見られる。沿岸域に生育する大型の緑藻植物としては、ヒトエグサ、アオサ、シオグサ、ミル、カサノリ (アオサ藻綱) などがある (下図2a)。またドゥナリエラ属 (緑藻綱) など、塩濃度が高い塩湖で生育する種もいる (下図2b)。
陸上域でも、岩や壁、樹皮、土壌の表面などさまざまな環境に緑藻植物が生育している (下図2c)。特にトレボウクシア藻綱の藻類は、このような環境で普遍的に見られる。また雪に生育する種もおり、藻類の増殖によって雪が色づく現象である彩雪現象（watermelon snow）を引き起こす藻類の多くは緑藻植物に属する。
緑藻植物の中には、他生物と共生しているものも多く知られる。特に地衣類の多くは、緑藻植物門に属するトレボウクシア属 (Trebouxia) やコッコミクサ属 (Coccomyxa) (いずれもトレボウクシア藻綱)、スミレモ属 (アオサ藻綱) などを共生藻としている (上図2d)。また他にも繊毛虫、太陽虫、アメーバ、海綿、イソギンチャク、ヒドラ、無腸動物、ナマケモノなどに緑藻植物が共生している例が知られている (上図2e)。

## 系統と分類
伝統的には、ふつう全ての緑藻が Chlorophyta (和名では緑藻植物門または緑色植物門とよばれていた) に分類されていた [ただしシャジクモ類は特異な形質を多くもつことから、独立した門 (Charophyta) として分けられることもあった]。
しかし1960年代以降、微細構造学的研究 (鞭毛装置や細胞分裂様式) や生理生化学的研究 (グリコール酸代謝など) から、一部の緑藻 (アオミドロ、ミカヅキモ、コレオケーテ類、シャジクモ類など) は他の緑藻よりも陸上植物に近縁であることが示唆されるようになった。その後の分子系統学的研究からも、この仮説が支持された。そのため、これらの緑藻は Chlorophyta からは除かれ、ストレプト植物に移された。この過程で Chlorophyta の和名も緑藻植物門とすることが一般的となった。
また上記のような微細構造学的研究によって、緑藻植物門の中には3つの大きな系統群が存在することが示され、これらはアオサ藻綱、トレボウクシア藻綱、緑藻綱に分類されるようになった。これら3綱は緑藻植物門の中で単系統群を形成していることが示唆され、UTC系統群 (UTC clade; UTCはこれら3綱の学名の頭文字に由来) とよばれている (下図; ただしUTC系統群の単系統性は支持されないこともある)。またその他の緑藻植物の中で、クロロデンドロン藻綱およびペディノ藻綱がUTC系統群に近縁であることが分子系統学的研究から示唆されており、これらをまとめて "コア緑藻植物" (core chlorophytes, core Chlorophyta) とよばれ (下図3)、また緑藻植物亜門 (学名：Chlorophytina) に分類することがある。
原始的な緑色植物と考えられてきたプラシノ藻の多くは、緑藻植物門に属することが分子系統学的研究から示唆されている。これらプラシノ藻は以前はプラシノ藻綱としてまとめられていたが)、側系統群であるため、2020年現在ではふつう多数の綱に分割されている。2020年現在、緑藻植物門の中にはおよそ10綱が認識されている (下図3、下表)。また環境DNA研究 (海水など環境から直接抽出したDNAをもとにした研究) から、実体が不明の緑藻植物の初期分岐群がいくつか見つかっている。
|  | マミエラ藻綱   |
|  |                |
|  | ピラミモナス目 |
|  |                |

|  | トレボウクシア藻綱                                    |
|  |                                                       |
|  | \| \| アオサ藻綱 \| \| \| \| \| \| 緑藻綱 \| \| \| \| |
|  |                                                       |
|  | アオサ藻綱                                            |
|  |                                                       |
|  | 緑藻綱                                                |
|  |                                                       |

|  | アオサ藻綱 |
|  |            |
|  | 緑藻綱     |
|  |            |

|  | トレボウクシア藻綱                                    |
|  |                                                       |
|  | \| \| アオサ藻綱 \| \| \| \| \| \| 緑藻綱 \| \| \| \| |
|  |                                                       |
|  | アオサ藻綱                                            |
|  |                                                       |
|  | 緑藻綱                                                |
|  |                                                       |

|  | アオサ藻綱 |
|  |            |
|  | 緑藻綱     |
|  |            |

|  | マミエラ藻綱   |
|  |                |
|  | ピラミモナス目 |
|  |                |

|  | トレボウクシア藻綱                                    |
|  |                                                       |
|  | \| \| アオサ藻綱 \| \| \| \| \| \| 緑藻綱 \| \| \| \| |
|  |                                                       |
|  | アオサ藻綱                                            |
|  |                                                       |
|  | 緑藻綱                                                |
|  |                                                       |

|  | アオサ藻綱 |
|  |            |
|  | 緑藻綱     |
|  |            |

|  | トレボウクシア藻綱                                    |
|  |                                                       |
|  | \| \| アオサ藻綱 \| \| \| \| \| \| 緑藻綱 \| \| \| \| |
|  |                                                       |
|  | アオサ藻綱                                            |
|  |                                                       |
|  | 緑藻綱                                                |
|  |                                                       |

|  | アオサ藻綱 |
|  |            |
|  | 緑藻綱     |
|  |            |

|  | マミエラ藻綱   |
|  |                |
|  | ピラミモナス目 |
|  |                |

|  | トレボウクシア藻綱                                    |
|  |                                                       |
|  | \| \| アオサ藻綱 \| \| \| \| \| \| 緑藻綱 \| \| \| \| |
|  |                                                       |
|  | アオサ藻綱                                            |
|  |                                                       |
|  | 緑藻綱                                                |
|  |                                                       |

|  | アオサ藻綱 |
|  |            |
|  | 緑藻綱     |
|  |            |

|  | トレボウクシア藻綱                                    |
|  |                                                       |
|  | \| \| アオサ藻綱 \| \| \| \| \| \| 緑藻綱 \| \| \| \| |
|  |                                                       |
|  | アオサ藻綱                                            |
|  |                                                       |
|  | 緑藻綱                                                |
|  |                                                       |

|  | アオサ藻綱 |
|  |            |
|  | 緑藻綱     |
|  |            |

|  | マミエラ藻綱   |
|  |                |
|  | ピラミモナス目 |
|  |                |

|  | トレボウクシア藻綱                                    |
|  |                                                       |
|  | \| \| アオサ藻綱 \| \| \| \| \| \| 緑藻綱 \| \| \| \| |
|  |                                                       |
|  | アオサ藻綱                                            |
|  |                                                       |
|  | 緑藻綱                                                |
|  |                                                       |

|  | アオサ藻綱 |
|  |            |
|  | 緑藻綱     |
|  |            |

|  | トレボウクシア藻綱                                    |
|  |                                                       |
|  | \| \| アオサ藻綱 \| \| \| \| \| \| 緑藻綱 \| \| \| \| |
|  |                                                       |
|  | アオサ藻綱                                            |
|  |                                                       |
|  | 緑藻綱                                                |
|  |                                                       |

|  | アオサ藻綱 |
|  |            |
|  | 緑藻綱     |
|  |            |

| 緑藻植物門の分類体系の1例と代表属 (2019年現在) - 緑藻植物下界 Chlorophyta Cavalier-Smith, 1993 - 緑藻植物門 Chlorophyta Reichenbach, 1834 - パルモフィルム藻綱 Palmophyllophyceae Leliaert et al., 2016 プラシノコックス属 (Prasinococcus), プラシノデルマ属 (Prasinoderma), パルモフィルム属 (Palmophyllum) など - マミエラ藻綱 Mamiellophyceae Marin & Melkonian, 2010 ミクロモナス属 (Micromonas), マントニエラ属 (Mantoniella), バティコックス属 (Bathycoccus), オストレオコックス属 (Ostreococcus), ドリコマスティックス属 (Dolichomastix) など - ネフロセルミス藻綱 Nephroselmidophyceae Cavalier-Smith, 1993 ネフロセルミス属 (Nephroselmis) - クロロピコン藻綱 Chloropicophyceae Lopes dos Santos & Eikrem in Lopes dos Santos et al., 2017 クロロパルブラ属 (Chloroparvula), クロロピコン属 (Chloropicon) - ピコキスティス藻綱 Picocystophyceae Eikrem & Lopes dos Santos in Lopes dos Santos et al., 2017 ピコキスティス属 (Picocystis) - ペディノ藻綱 Pedinophyceae Moestrup, 1991 ペディノモナス属 (Pedinomonas), レスルトモナス属 (Resultomonas), マルスピオモナス属 (Marsupiomonas) など - クロロデンドロン藻綱 Chlorodendrophyceae Massjuk, 2006 テトラセルミス属 (Tetraselmis), プラシノクラドゥス属 (Prasinocladus), スケルフェリア属 (Scherffelia) - トレボウクシア藻綱 Trebouxiophyceae Friedl, 1995 クロレラ属 (Chlorella), プロトテカ属 (Prototheca), カワノリ属 (Prasiola), ボトリオコックス属 (Botryococcus), コッコミクサ属 (Coccomyxa), トレボウクシア属 (Trebouxia) など - アオサ藻綱 Ulvophyceae K.R.Mattox & K.D.Stewart, 1984 ヒトエグサ属 (Monostroma), アオサ属 (Ulva), スミレモ属 (Trentepohlia), マリモ属 (Aegagropila), バロニア属 (Valonia), ミル属 (Codium), イワヅタ属 (Caulerpa), カサノリ属 (Acetabularia) など - 緑藻綱 Chlorophyceae Wille in Warming, 1884 クラミドモナス属 (Chlamydomonas)、オオヒゲマワリ属 (ボルボックス属 Volvox), ドゥナリエラ属 (Dunaliella), トゲイカダモ属 (Desmodesmus), アミミドロ属 (Hydrodictyon), クンショウモ属 (Pediastrum), サヤミドロ (Oedogonium) など - 所属不明 Incertae sedis - ピラミモナス目 Pyramimonadales Chadefaud, 1950 プテロスペルマ属 (Pterosperma), ハロスファエラ属 (Halosphaera), ピラミモナス属 (Pyramimonas) など - プセウドスコウルフィエルディア目 Pseudoscourfieldiales Melkonian, 1990 プセウドスコウルフィエルディア属 (Pseudoscourfieldia), ピクノコックス属 (Pycnococcus) - スコウルフィエルディア目 Scourfieldiales Moestrup, 1991 スコウルフィエルディア属 (Scourfieldia) - クレード VIII - クレード IX |